# Hypotheekgever
Een hypotheekgever is een persoon of instantie die een hypotheek (eerste recht van verkoop) op een registergoed verstrekt aan de hypotheeknemer. Het verstrekken van een hypotheek wordt meestal gevraagd als zekerheid wanneer de hypotheekgever geld uitgeleend krijgt. Het vestigen van een hypotheek is een zakelijk recht dat in het algemeen is voorbehouden aan de eigenaar van een onroerend goed of zaak en in sommige gevallen (mede) aan de vruchtgebruiker.
In de volksmond wordt met ‘een hypotheek nemen’ meestal het aangaan van een hypothecaire lening bedoeld: “Ik neem een hypotheek op mijn huis.” Juridisch gezien neemt echter niet de eigenaar van onroerend goed de hypotheek, maar de geldverstrekker.